# カトリック長崎大司教区
カトリック長崎大司教区（カトリックながさきだいしきょうく, ラテン語: Archidioecesis Nagasakiensis, 英: Roman Catholic Archdiocese of Nagasaki）は、長崎県長崎市に司教座を置くキリスト教・カトリック教会の教区。司教座聖堂は浦上教会。管轄区域は長崎県1県だが、日本では東京大司教区に次いで信者数が多い教区で、大司教が管理する大司教区である。九州・沖縄地方の教区を統括する教会管区ともなっている。

## 概要

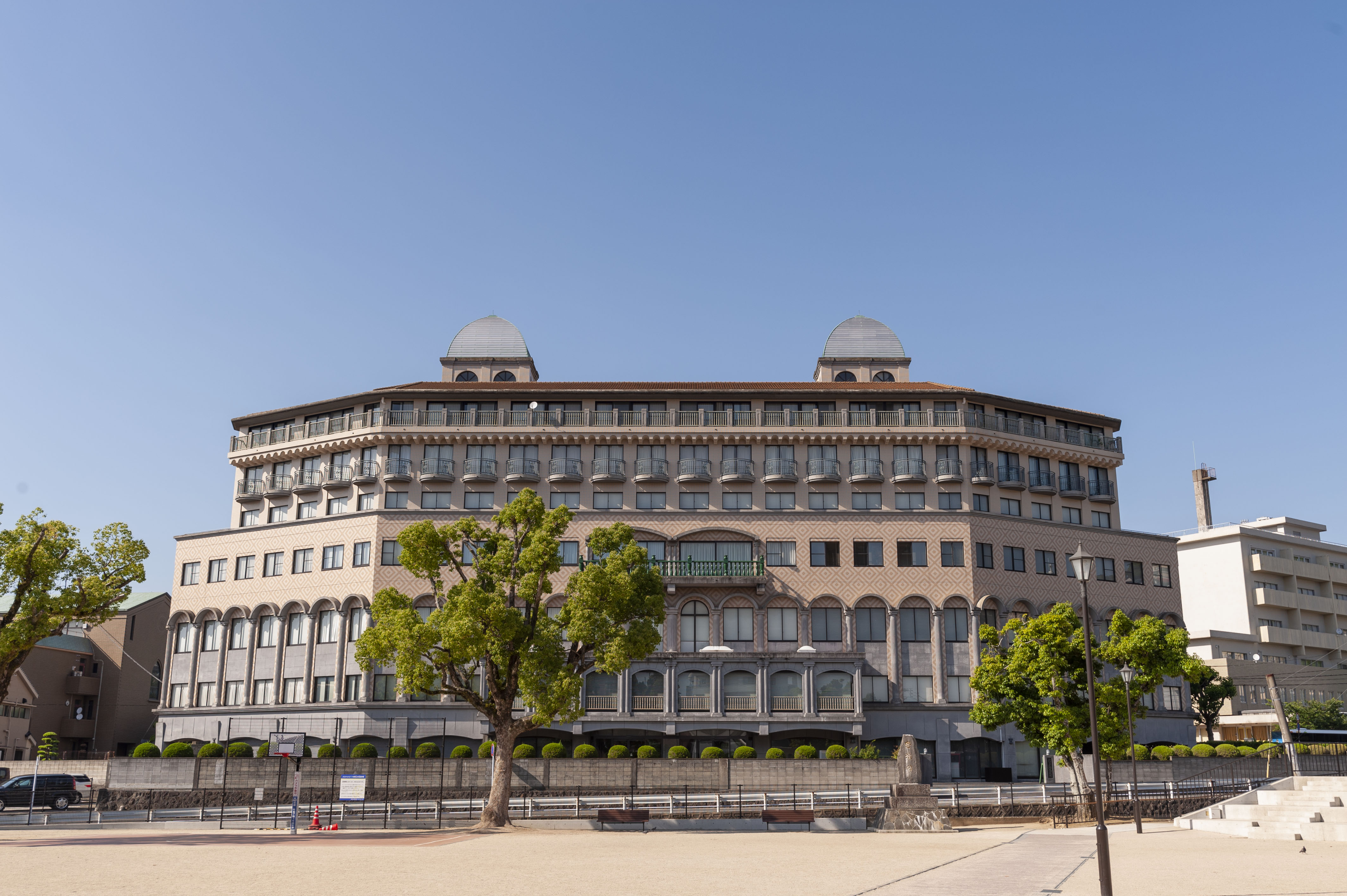
大司教館

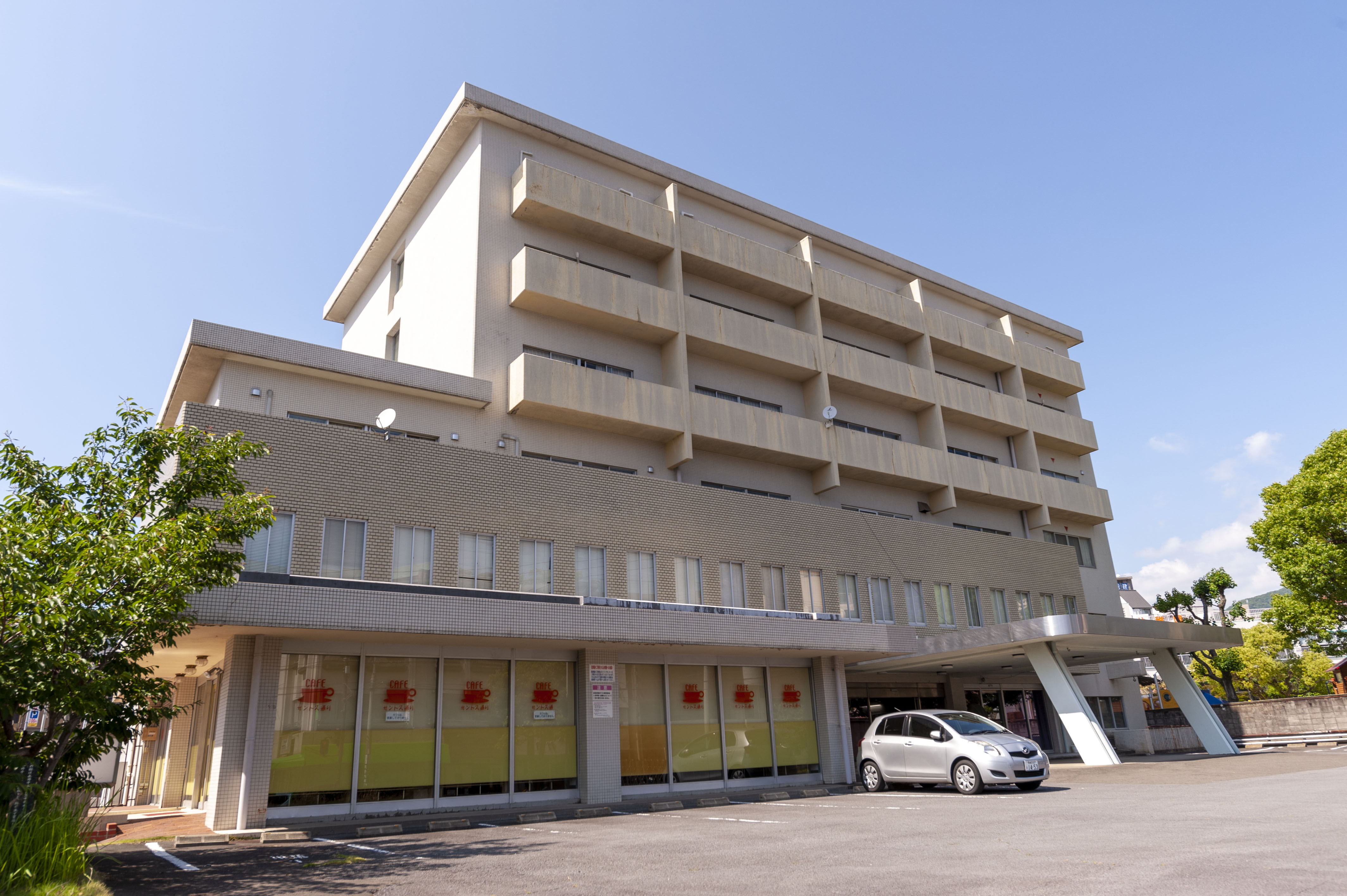
教区事務所
（長崎カトリックセンター）

- 〒852-8114 長崎市橋口町1番1号（北緯32度46分37.4秒 東経129度52分2.4秒 / 北緯32.777056度 東経129.867333度）

教区事務所
- 〒852-8113 長崎市上野町10番34号 長崎カトリックセンター内（北緯32度46分37.8秒 東経129度52分4.6秒 / 北緯32.777167度 東経129.867944度）

司教座聖堂
- 浦上教会 - 〒852-8112 長崎市本尾町1番79号 （北緯32度46分34.1秒 東経129度52分6.1秒 / 北緯32.776139度 東経129.868361度）

教区長
- ペトロ中村倫明大司教

管轄区域
- 長崎県

## 沿革
- 1866年（慶応2年）
  - 日本使徒座代理区長に任命されたベルナール・プティジャン神父（のち司教）が代理区長館を横浜から長崎へ移す。
- 1876年（明治9年）
  - 日本使徒座代理区が南北に2つに分割。プチジャン司教は、近畿、中国、四国、九州の各地方を管轄する日本南緯使徒座代理区の代理区長となる。
- 1888年（明治21年）
  - 日本中部使徒座代理区が新設され、近畿・中国・四国の3地方を委譲し、日本南緯使徒座代理区の管轄は九州地方のみに縮小。
- 1891年（明治24年）6月15日 - 司教区に昇格し、長崎司教区となった。
- 1923年（大正12年）- 長崎司教区の管轄下にあった奄美大島ミッションを担当していた中村長八神父がクーザン司教の依頼に応え、ブラジルに移住（海外に渡った初日本人宣教師となった[1]）。現在、列福調査中。
- 1927年（昭和2年）
  - 3月18日 - 鹿児島使徒座知牧区（現在の鹿児島司教区）の新設に伴い、鹿児島県・沖縄県を委譲。
  - 7月16日 - 福岡司教区が新設されたことにより福岡県・佐賀県・熊本県・宮崎県・大分県の5県を委譲し、長崎県だけが管轄となる。
  - 10月30日 - 早坂久之助神父が日本人として初めて司教に叙階。日本最初の邦人教区となる。
- 1937年（昭和12年）- 早坂司教が辞任。後任に山口愛次郎神父が任命される。
- 1952年（昭和27年）7月19日 - カトリック長崎大司教区所有の「珠冠のまぬある（スピリツアル修行）[2]」が国重要文化財に指定される。
- 1959年（昭和34年）
  - 5月14日 - 長崎司教区が長崎大司教区に昇格。これにより、福岡・大分・鹿児島・那覇の各司教区を束ねる教会管区となる。
  - 9月27日 - 山口愛次郎司教が大司教に昇任。
- 1962年（昭和37年）1月1日 - 司教座聖堂が、それまでの大浦教会から浦上教会に変更される。
- 1968年（昭和43年）12月19日 - 山口大司教が辞任。後任に鹿児島司教区の里脇浅次郎司教が任命される。
- 1969年（昭和44年）3月16日 - 里脇大司教が着座。
- 1978年（昭和53年）- 松永久次郎神父が補佐司教に叙階[3]。
- 1979年（昭和54年）6月30日 - 里脇大司教が日本人として3人目の枢機卿に親任される。
- 1989年（平成元年）
  - 大司教館が大浦教会敷地（旧長崎大司教館）から現在地に新築移転。浦上教会と道路を挟んで隣接する現在地は、それまで長崎公教神学校があった場所で、同時に長崎公教神学校もその隣に新築移転して長崎カトリック神学院に名称を改めた。
- 1990年（平成2年）
  - 2月8日 - 里脇大司教が辞任。後任に浦和司教区（現在のさいたま教区）の島本要司教が任命される。
  - 5月8日 - 島本大司教が着座。
- 2002年（平成14年）
  - 1月23日 - サン・スルピス会の高見三明神父が長崎大司教区の補佐司教に任命される。
  - 4月29日 - 高見神父が司教叙階。
  - 8月31日 - 島本大司教が急逝。長崎大司教区が司教座空位となる。
- 2003年（平成15年）
  - 10月4日 - 高見補佐司教が大司教に任命される。
  - 12月14日 - 高見大司教が着座。
- 2019年（令和元年）
  - 5月31日 - 中村倫明神父が長崎大司教区の補佐司教に任命される[4]。
  - 9月16日 - 中村神父が司教叙階[5][6]。
- 2020年（令和2年）
  - 元会計責任者の司祭による資金2.5億円の無断流用事件が発生[7]。
  - 12月15日 - 長崎大司教区の神父から性的虐待を受けたと主張する女性が、高見大司教の「『被害者』と言えば加害が成立したとの誤解を招く」などの発言でPTSDが悪化したなどとして、長崎大司教区を相手取り長崎地方裁判所に提訴[8]。
- 2021年（令和3年）
  - 12月28日 - 中村倫明補佐司教が長崎大司教に任命される[9]。
- 2022年（令和4年）
  - 2月22日 - 2020年12月15日に提起された訴訟の判決が下され、長崎地方裁判所は原告女性の訴えを認め、大司教区に110万円を支払うよう命じた[10]。
  - 2月23日 - 中村大司教が着座[11]。

## 歴代司教（教区長）
| 代     | 肖像       | 氏名                                      | 任期                                                        |
| ------ | ---------- | ----------------------------------------- | ----------------------------------------------------------- |
| 初代   |            | ベルナール・プティジャン パリ外国宣教会   | 1866年（慶応2年）～1884年（明治17年） （18年間）            |
| 第2代  |            | ジョゼフ・ロケーニュ パリ外国宣教会       | 1884年（明治17年）～1885年（明治18年） （1年間）            |
| 第3代  |            | アルフォンス・クーザン パリ外国宣教会     | 1885年（明治18年）～1911年（明治44年） （26年間）           |
| 第4代  | 画像募集中 | ジャン・クロード・コンバス パリ外国宣教会 | 1912年（明治45年）～1926年（大正15年／昭和元年） （14年間） |
| 第5代  |            | ヤヌアリオ早坂久之助                      | 1927年（昭和2年）～1937年（昭和12年） （10年間）            |
| 第6代  |            | パウロ山口愛次郎                          | 1937年（昭和12年）～1968年（昭和43年） （31年間）           |
| 第7代  |            | ヨゼフ里脇浅次郎                          | 1969年（昭和44年）～1990年（平成2年） （21年間）            |
| 第8代  | 画像募集中 | フランシスコ・ザビエル島本要              | 1990年（平成2年）～2002年（平成14年） （12年間）            |
| 第9代  |            | ヨセフ高見三明                            | 2003年（平成15年）～2022年（令和4年） （19年間）            |
| 第10代 | 画像募集中 | ペトロ中村倫明                            | 2022年（令和4年）～現在                                     |

## 現況
※2010年（平成22年）現在
信者数
- 信徒数：62,021人（人口あたりの信徒率：4.277%）
- 信者数[13]：63,081人

教会数
- 小教区：71
- 準小教区：1
- 巡回教会：60
- 集会所：1

## 教区の教会
長崎大司教区では、管轄区域（長崎県）の教会を7つの地区（長崎中地区、長崎南地区、長崎北地区、佐世保地区、平戸地区、上五島地区、下五島地区）に分けて管理している。

### 長崎中地区
長崎市
- 稲佐教会
- 浦上教会
- 城山教会
- 西町教会
- 三ツ山教会
- 本原教会

### 長崎南地区
長崎市
- 飽の浦（あくのうら）教会
  - （巡回教会）- 岳教会、福田集会所
- 愛宕（あたご）教会
- 大浦教会
- 大山教会
- 神ノ島教会
- 木鉢教会
  - （分教会）-小瀬戸集会所
- 香焼（こうやぎ）教会
- 小ヶ倉教会
- 中町教会
- 深堀教会

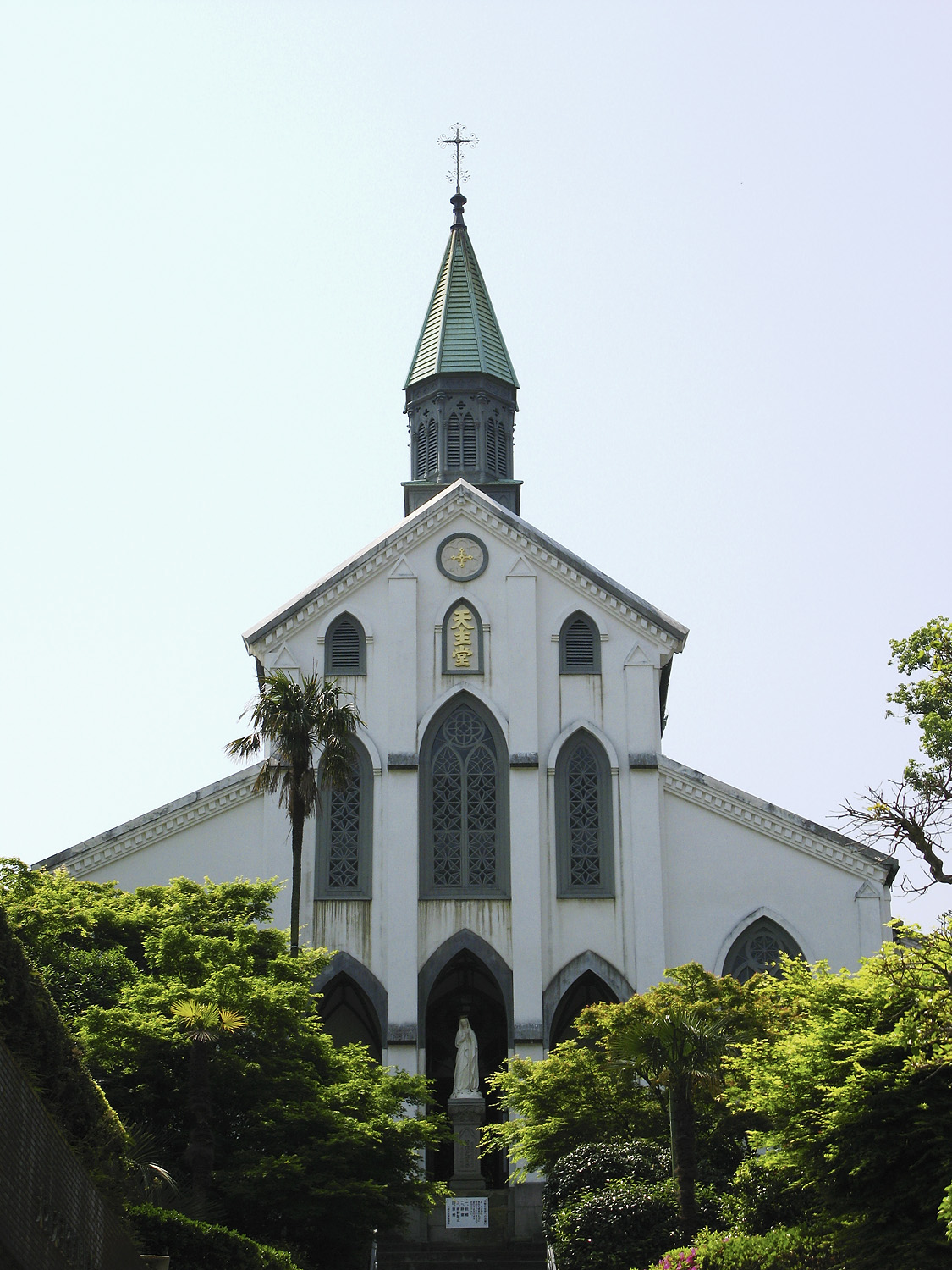
国宝大浦天主堂

  - （巡回教会）- 善長谷（ぜんちょうだに）教会
- 本河内（ほんごうち）教会
- 馬込教会
  - （巡回教会）- 大明寺教会
- 八幡町（やはたまち）教会

### 長崎北地区
長崎市
- 黒崎教会
  - （巡回教会）- 樫山教会
- 出津教会
  - （巡回教会）- 大野教会、牧野教会
- 滑石（なめし）教会
  - （巡回教会）- さくらの里聖家族教会
- 東長崎教会

諫早市
- 諫早教会
  - （分教会）- 愛野集会所（雲仙市）
- 湯江教会
  - （分教会）- 小長井分教会

大村市
- 植松教会

島原教会

  - （巡回教会）- 対馬教会（対馬市、日本聖公会厳原聖ヨハネ教会を間借り）
- 水主町（かこまち）教会
  - （巡回教会）- 壱岐教会（壱岐市）

島原市
- 島原教会
  - （巡回教会）- 雲仙教会（雲仙市）

西彼杵郡時津町
- 時津教会

西彼杵郡長与町
- 長与教会

### 佐世保地区
佐世保市
- 相浦（あいのうら）教会
- 浅子（あさご）教会
  - （巡回教会）- 横浦教会
- 大崎教会
- 大野教会
  - （巡回教会）- 皆瀬（かいぜ）教会
- 鹿子前（かしまえ）教会
  - （巡回教会）- 船越教会
- 黒島教会
- 神崎（こうざき）教会
- 褥崎（しとねざき）教会
  - （巡回教会）- 大加勢教会
- 俵町教会
  - （巡回教会）- 烏帽子教会
- 天神教会
- 早岐（はいき）教会

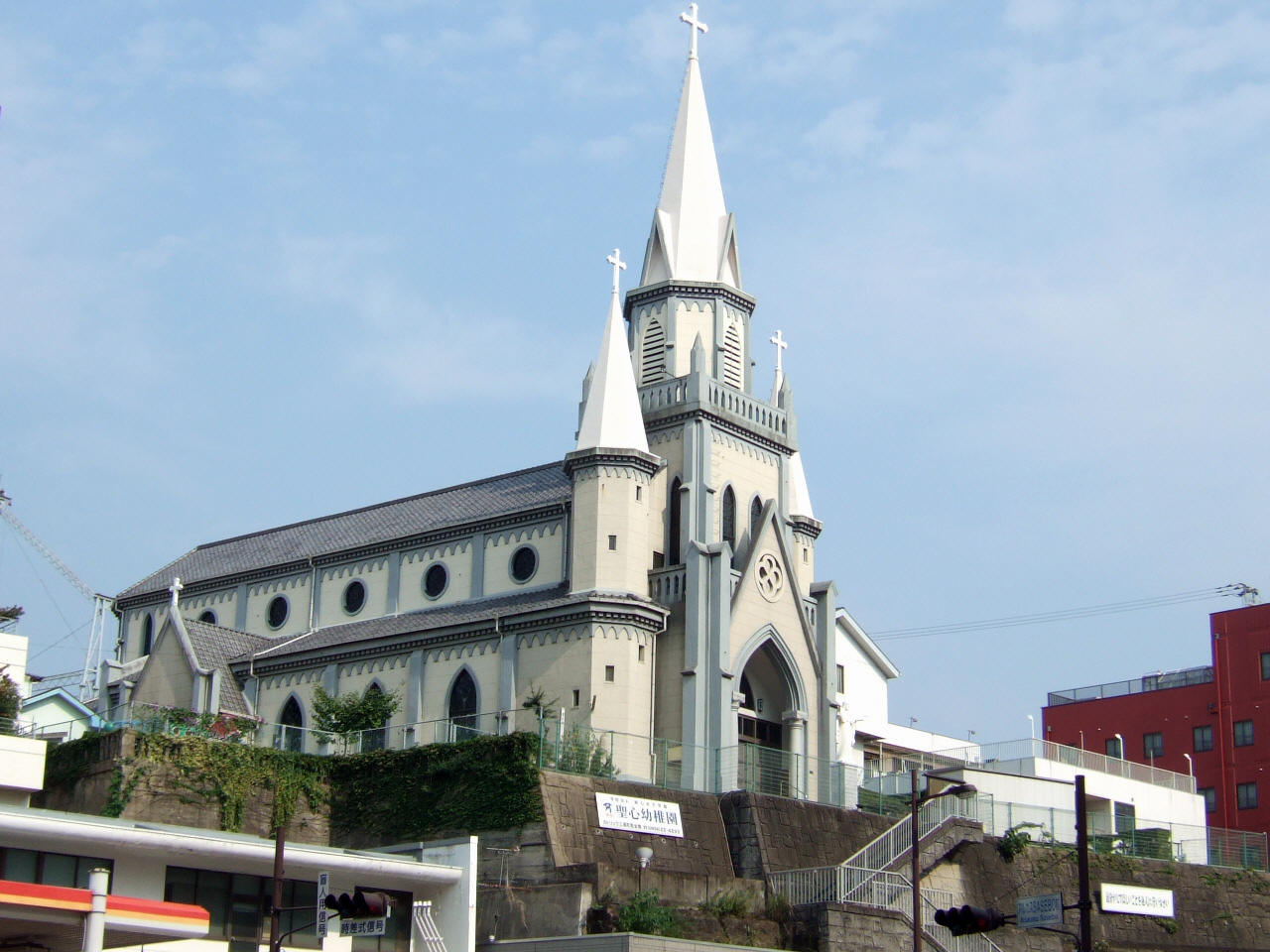
三浦町教会

  - （巡回教会）- 川棚教会（東彼杵郡川棚町）
- 三浦町教会

西海市
- 太田尾教会
  - （巡回教会）- 間瀬（まぜ）教会

北松浦郡佐々町
- 佐々教会
  - （巡回教会）-潜竜教会（佐世保市）

### 平戸地区
平戸市
- 上神崎（かみこうざき）教会
- 田平教会
- 紐差教会
  - （巡回教会）- 木ヶ津教会、大佐志教会
- 平戸口教会
- 平戸ザビエル記念教会
  - （巡回教会）- 古江教会
- 宝亀教会
  - （巡回教会）- 中野教会、山野教会
- 山田教会
  - （巡回教会）- 壱部教会

松浦市
- 西木場（にしこば）教会

平戸ザビエル記念教会

  - （巡回教会）- 御厨教会、福崎教会（平戸市）

### 上五島地区
南松浦郡新上五島町
- 青方教会
- 青砂ヶ浦教会
  - （巡回教会）- 冷水教会
- 大曽教会
  - （巡回教会）- 跡次教会
- 桐教会
  - （巡回教会）- 中ノ浦教会、若松大浦教会
- 曽根教会

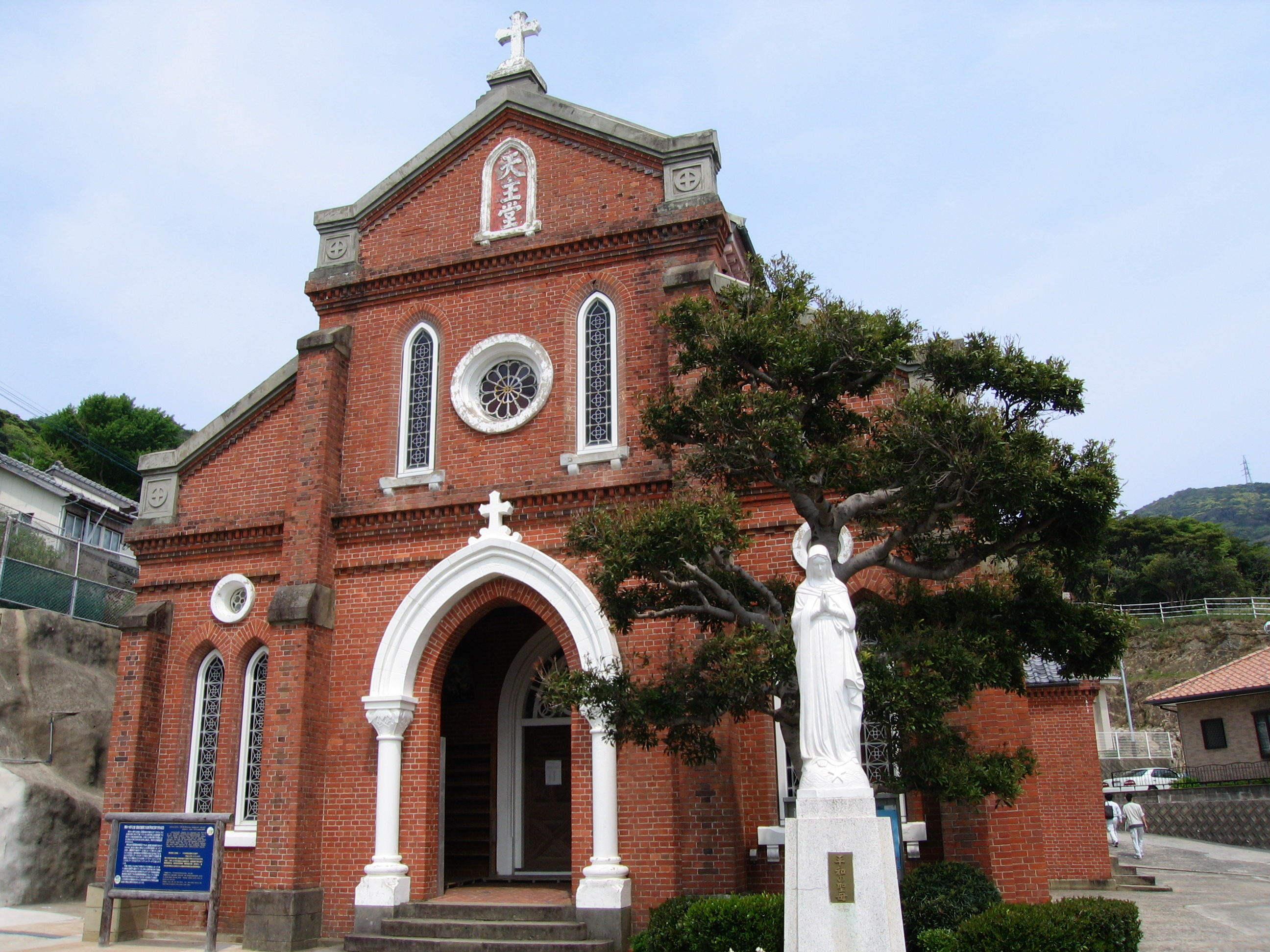
青砂ヶ浦教会

  - （巡回教会）- 大水教会、小瀬良（こせら）教会
- 鯛ノ浦教会
  - （巡回教会）- 頭ヶ島教会、船隠教会、佐野原教会
- 仲知（ちゅうち）教会
  - （巡回教会）- 江袋教会、赤波江（あかばえ）教会、米山教会、小値賀教会（北松浦郡小値賀町）
- 土井ノ浦教会
  - （巡回教会）- 大平教会、有福教会
- 浜串教会
  - （巡回教会）- 福見教会、高井旅教会
- 真手ノ浦（まてのうら）教会
  - （巡回教会）- 焼崎教会、猪ノ浦教会
- 丸尾教会

### 下五島地区
五島市
- 井持浦（いもちうら）教会
  - （巡回教会）- 玉之浦教会
- 浦頭（うらがしら）教会

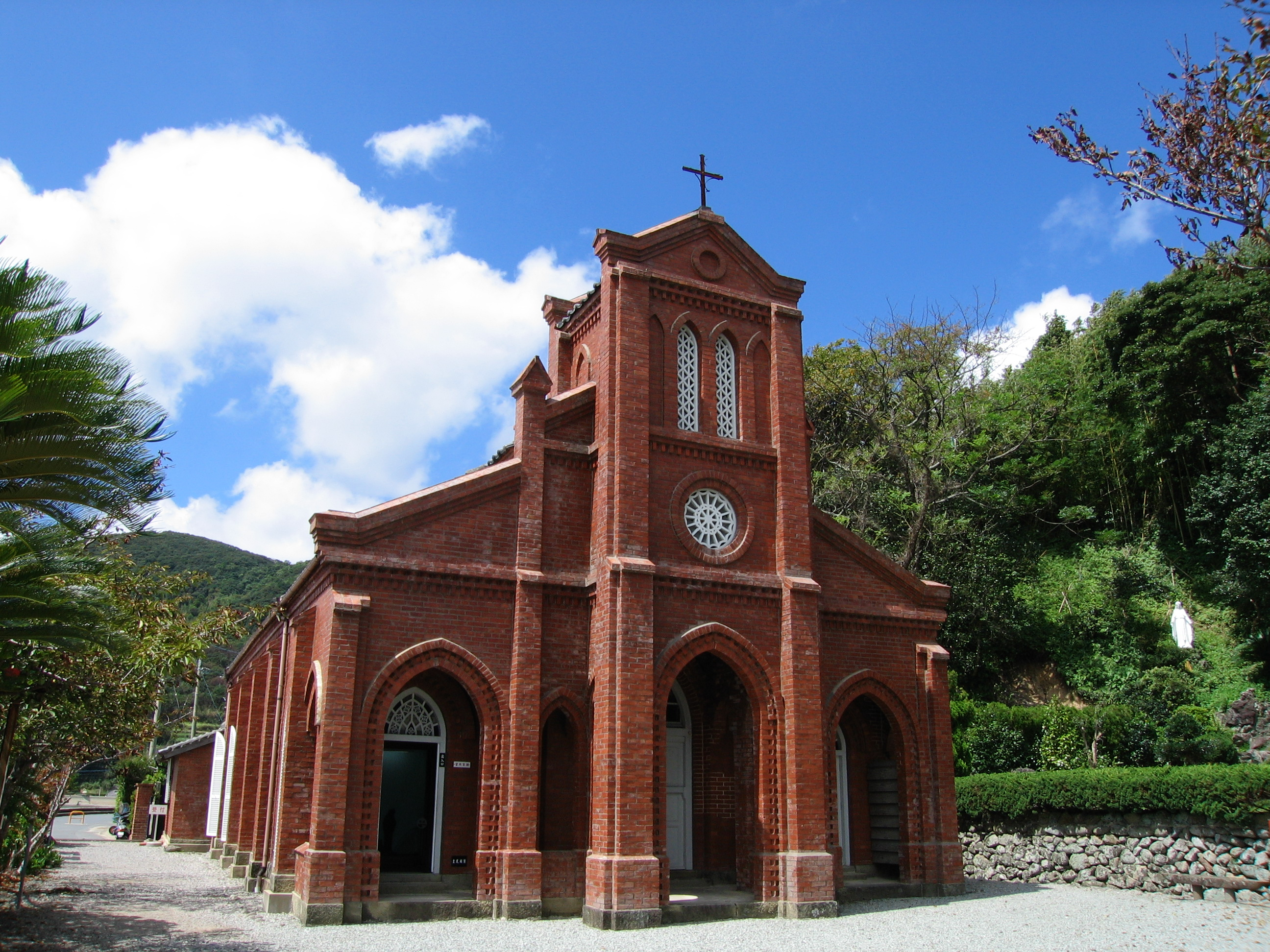
堂崎天主堂

  - （巡回教会）- 堂崎天主堂、宮原教会、半泊教会
- 貝津教会
  - （巡回教会）- 嵯峨島教会
- 奈留（なる）教会
  - （巡回教会）- 江上教会
- 浜脇教会
  - （巡回教会）- 五輪教会、牢屋の窄（ろうやのさこ）殉教記念聖堂
- 福江教会
- 三井楽教会
- 水の浦教会
  - （巡回教会）- 楠原教会、打折教会

## 教区の学校

長崎カトリック神学院

- 長崎カトリック神学院

## アクセス
- JR九州 - 浦上駅から車で約5分。
- 長崎電気軌道 - 「平和公園」電停から徒歩約10分。
- 長崎県営バス - 「カトリックセンター前」バス停下車徒歩約1分。
- 長崎バス - 「神学校前」バス停下車すぐ。

※大司教館、教区事務所、および司教座聖堂の浦上教会は、いずれも道路を挟んで隣接している。

### 周辺
- 長崎南山中学校・高等学校
- 長崎市立山里小学校
- 如己堂・長崎市永井隆記念館
- 在長崎中華人民共和国総領事館
- 平和公園
- 長崎原爆資料館
- 長崎大学坂本キャンパス（医学部・歯学部）